# Prezident Spojených arabských emirátů
Prezident Spojených arabských emirátů (arabsky رئيس دولة الإمارات العربية المتحدة‎) je hlavou Spojených arabských emirátů.
Prezidenta volí každých pět let Nejvyšší rada vládců. Prezident je vládcem emirátu Abú Zabí a rovněž vrchním velitelem ozbrojených sil.
Současným prezidentem je Muhammad ibn Zájid Ál Nahján, který se úřadu ujal 14. května 2022.

## Seznam prezidentů
Poznámka: Kurzívou jsou označeni úřadující prezidenti.
| Pořadí | Portrét | Jméno (narození–úmrtí)                  | Působení v úřadu  | Působení v úřadu                   | Působení v úřadu | Emirát   |
| Pořadí | Portrét | Jméno (narození–úmrtí)                  | Nástup            | Odchod                             | Délka            | Emirát   |
| ------ | ------- | --------------------------------------- | ----------------- | ---------------------------------- | ---------------- | -------- |
| 1.     |         | Zájid bin Sultán Ál Nahján (1918–2004)  | 2. prosince 1971  | 2. listopadu 2004 (zemřel v úřadu) | 32 let a 336 dní | Abú Zabí |
| —      |         | Maktúm bin Rášid Ál Maktúm (1943–2006)  | 2. listopadu 2004 | 3. listopadu 2004                  | 1 den            | Dubaj    |
| 2.     |         | Chalífa bin Zájid Ál Nahján (1948–2022) | 3. listopadu 2004 | 13. května 2022 (zemřel v úřadu)   | 17 let a 191 dní | Abú Zabí |
| —      |         | Muhammad bin Rášid Ál Maktúm (* 1949)   | 13. května 2022   | 14. května 2022                    | 1 den            | Dubaj    |
| 3.     |         | Muhammad ibn Zájid Ál Nahján (* 1961)   | 14. května 2022   | úřadující                          | 2 roky a 309 dní | Abú Zabí |